# 棋盘井镇
棋盘井镇，是中华人民共和国内蒙古自治区鄂尔多斯市鄂托克旗下辖的一个乡镇级行政单位。

## 行政区划
棋盘井镇下辖以下地区：
第一社区、第二社区、第三社区、乌珠儿社区、第五社区、第六社区、第七社区、草籽场社区、三北羊场社区、深井村、百眼井村、阿如其日嘎村、石勒凯村、苏米图村、乌仁都喜嘎查、额尔和图嘎查、呼吉嘎查、伊克达赖嘎查和楚鲁拜嘎查。